# Рударски копач
Копач је рудар који одваја (раздваја) стене и минерале у руднику. У средњовековном рударству у Европи, копачима су се звали рудари који су положили тест (Hauerprüfung) за копача.

## Обука
Некада су у Европи, прије него што би постали копачи, рудари морали да науче да раде као „разврставачи“ (Scheidejunge), да препознају руде и одвајају делове који не садрже метал. Након тога су настављали обуку у самом окну. Ту су учени напреднијим вештинама, радећи као „putter“ (Hundtstößer или буквално „гурач колица“), транспортовали су материјал по руднику у колицима. Тек касније, као копачи шегрти (Lehrhäuer), стицали си вештине које су биле неопходне да би постали копачи. Овај вид обучавања, стицање знања кроз искуство, практиковао се у рударству све до Првог светског рата.
Од 1920. година обука копача је правно регулисана, на захтев синдиката. Наиме, у међувремену, многе вештине су почеле да изискују посебна знања, па су постепено у рударству и у окнима почели да запошљавају и друге занатлије: прво раднике за обраду метала, а касније и електричаре. Кроз обуку која је уследила, а која је укључивала и полагање испита, занатлија је стицао практично искуство које је било неопходно да би приступио испитивању за копача. Овим је обухваћен и теоријски и практични део.
Рудари су морали да напуне 20 година да би полагали испит за копача. Дакле, прије полагања испита, копач приправник би стекао бар две године практичног искуства као шегрт разврставач. Након полагања испита за копача, организован је „дипломски“(Lossprechung).

## Хијерархија
Копач шегрт је радио под надзором копача, пратећи његова упутства. Старији, пређашњи копачи билу су одговорни за надзор разврставача. Копачима су били надређени „Steigeri“ (настојници), који су називани Dinghauer у неким рудницима, или „Hutmann“ у мањим окнима.
Остали рудари у окну су са страхопоштовањем гледали на копаче, иако ови нису имали стварног ауторитета над њима. Настојници, који су били битни званичници у раним данима државног рударства, касније су постали једнаки обичним запосленима.

## Унапређење
У зависности од марљивости, вештине и подобности, копач је могао бити унапређен у „Hutmanna или Steigera“. Била су могућа чак и именовања за надзорника смене, представника у савету (Berggeschworenen) или менаџера рудника (Bergmeister). Крајем 18. века званичници су законски морали да приступе обуци за инжењера на рударској академији или у рударској школи. Услед тога, обука за Steigera више није могла бити спроведена само кроз обуку на послу.
Копачи са много година искуства, способни за вођство, са довољним бројем рударских и техничких вештина, могли су бити унапређени у чин супервизора (Aufsichtshauer) или старијег копача (Oberhauer). Међутим, као такви, они нису представљали надзорно особље у правном смислу, али су имали улогу вође тима.
Ако би се копач показао као посебно способан, био би унапређен у „копача мајстора“ (Meisterhauer). Као такав био је одговоран за техничку обуку млађих рудара. Мајстори копачи су посебно обучавани за то на припремним курсевима, којима је следило интерно испитивање. Надређене су им биле рударске власти.
Посебно искусни копачи са више од 10 година радног стажа и бар 35 година старости могли су, уколико је било погодно, бити унапређени у „водеће копаче“ (Fahrhauer).
Да би ово постигли морали су да буду одговарајуће струке. Њихова стручност је процењивана на такозваним курсевима копача (Fahrhauerkurs), који су такође представљали и потврду знања. Водећи копачи су били одговорне личности у складу са Федералним законом о рударству (Bundesberggesetz), и добијали су званичну писмену потврду (Bestellschreiben).

## Радно вријеме и плате
Радно време копача, у зависности од регије, било је између 10 и 12 сати, при чему време потребно за улазак и излазак из рудника није било убрајано у сатницу. Недељна зарада копача 1617. износила је свега 18 Mariengroschen. У то време за тако малу недељну плату нису могли да купе ни фунту маслаца. Данас, копачи раде 7 сати дневно без изласка на површину.

## Слике
- Утовар угља, 1957.
- Експлоатација угља у лежећем положају, Ruhr, 1961.
- Главни на рудној планини, 1968.
- Хоризонтално бушење у Менсфелду, рудник шкриљаца
- Обрада растресите стене и руде, Менсфелд, рудник шкриљаца, 1952.
- Подграда зидова